# Motore Renault Type H
I motori Renault Type H (o Serie H) sono una famiglia di motori a scoppio alimentati a benzina prodotti a partire dal 2009 dalla casa automobilistica francese Renault in collaborazione con la giapponese Nissan Motor.

## Caratteristiche
I motori Renault Type H costituiscono uno dei tanti esempi di downsizing motoristico attuato da svariate case automobilistiche alla fine del primo decennio del XXI secolo. Va detto infatti che tali motori esordiscono in un periodo molto delicato per l'industria automobilistica, vista la grave crisi economica che investì il mondo intero nel 2008. Le Case automobilistiche, specie quelle europee, ricorrono in particolare a una politica di downsizing motoristico, cioè quella tendenza a sostituire via via motori di cilindrata alta e medio-alta con motori di cilindrata sensibilmente inferiore, i quali ricorrono alla sovralimentazione per rimanere nell'ordine di prestazioni dei motori che vanno a rimpiazzare.
La famiglia dei motori Type H nasce sulla base di un'altra famiglia di motori, e cioè i motori Nissan HR. Va ricordato infatti che già dal 1999, Renault e Nissan strinsero un'alleanza per la condivisione di pianali, motori e meccanica, un'alleanza poi consolidatasi con la nascita di un vero e proprio gruppo automobilistico, il Gruppo Renault-Nissan. Dai motori HR, utilizzati per alcune applicazioni Nissan commercializzate prevalentemente in madrepatria, i motori Type H di Renault hanno inizialmente ripreso alcune caratteristiche strutturali, come per esempio l'alesaggio dei cilindri e il massiccio impiego della lega di alluminio e ne hanno introdotte di nuove, come la sovralimentazione mediante turbocompressore, assente nei motori HR. Il primo esponente della famiglia dei motori Type è stata un'unità da 1,4 litri con architettura a 4 cilindri, ed è stata questa a essere maggiormente legata dal punto di vista strutturale ai motori HR. Ma in seguito, la famiglia si è ampliata con l'arrivo di altre versioni che si sono distaccate dai canoni tipici dei motori HR: una di queste è un'unità da 1,2 litri, sempre a 4 cilindri, ma l'altra, pur appartenendo sempre alla famiglia dei motori Type H, è caratterizzata da un'inedita architettura tricilindrica e da una cubatura di 0,9 litri. Nonostante si tratti di motori per applicazioni su vetture di fascia bassa o medio-bassa, gli ultimi due motori entrati in produzione vantano soluzioni tecnologiche assai raffinate e volte alla drastica riduzione dei consumi di carburante e delle emissioni inquinanti. Pertanto, i due motori Type H di cilindrata più contenuta sono entrati a far parte della cosiddetta famiglia "trasversale" dei motori Energy. In seguito la famiglia dei motori Type H si è evoluta in ulteriori versioni di cilindrata differente, mentre le versioni già esistenti si sono via via articolate in più livelli di potenza.
Come si è già capito, la famiglia dei motori Type H è quindi composta da più unità motrici, che vantano almeno le seguenti caratteristiche in comune:
- monoblocco e testata in lega di alluminio;
- distribuzione a doppio asse a camme in testa;
- testata a quattro valvole per cilindro;
- catena della distribuzione di tipo silenzioso;
- alimentazione a iniezione elettronica multipoint sequenziale, indiretta su condotto di aspirazione per le versioni H4Xy e iniezione diretta sulle versioni H5Xy.
- sovralimentazione mediante turbocompressore.

Di seguito vengono descritte più in dettaglio le caratteristiche di ognuna delle numerose unità motrici facenti parte dei motori Type H, presentate in ordine cronologico di arrivo sul mercato.

### Versione da 1,4 litri: HR14DET o H4Jt

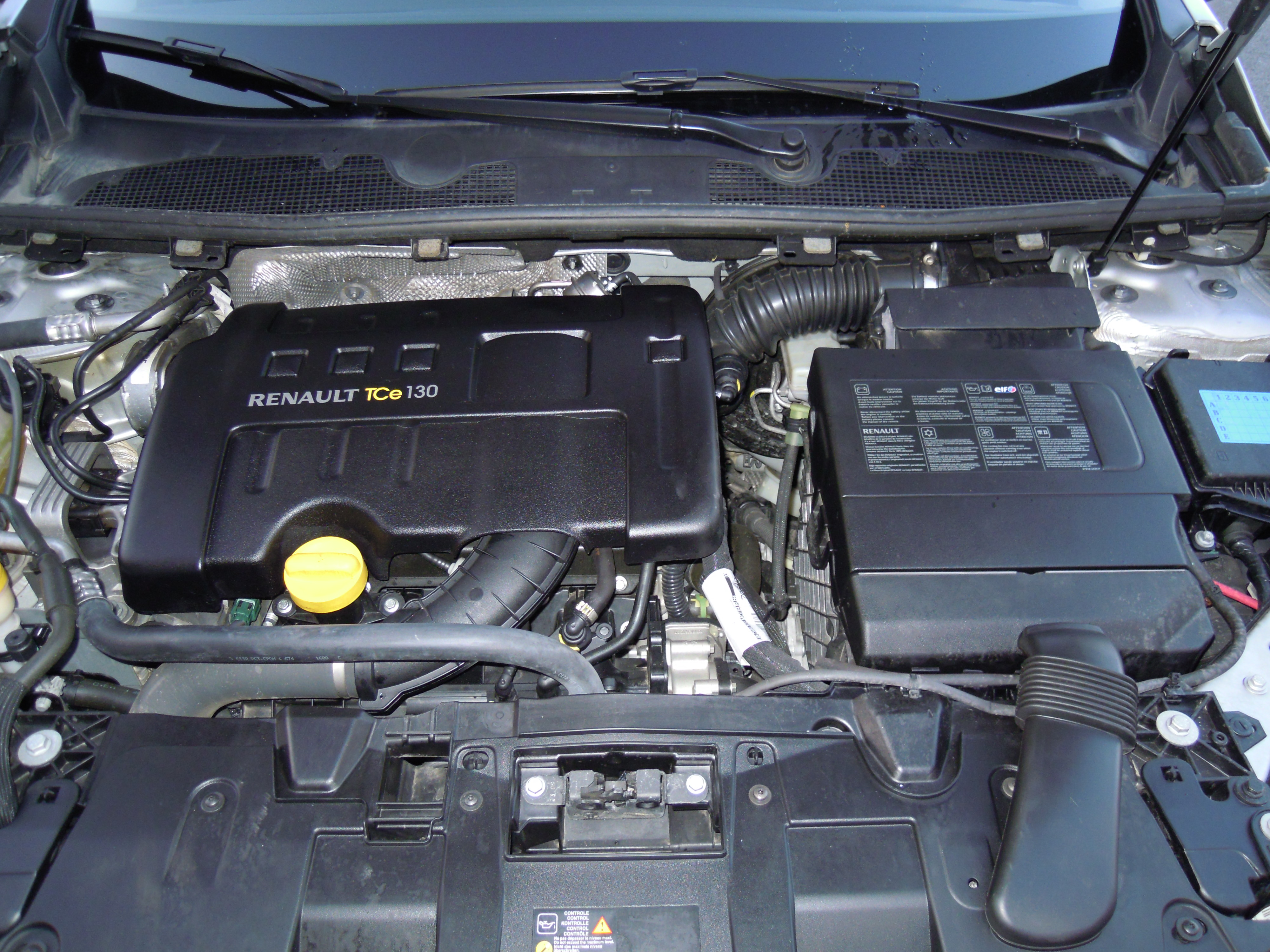
Motore Renault H4JT di una Renault Megane III 1.4 TCe del 2011

Introdotto nel 2009, il 1,4 litri sovralimentato della Serie H viene anch'esso prodotto di fatto dalla Nissan, ma viene montato unicamente su modelli Renault. Per questo motivo viene indicato con due sigle. Presso la Nissan viene utilizzata la sigla HR14DET (sigla che di fatto lo include anche nella famiglia HR di Nissan), mentre presso la Renault la sigla adottata è H4JT. Commercialmente, questa unità motrice è invece nota come TCe 130, dove la sigla TCe sta per Turbo Control efficiency. Il motore H4JT è il primo dei motori della Serie H di Renault, destinata a sostituire i motori a benzina della Serie K.
Esso nasce proprio in quel momento delicato in cui gran parte delle Case automobilistiche si stavano convertendo al downsizing. La Renault non faceva eccezione e con il lancio dell'unità H4JT ha voluto proporre un motore dotato di una potenza massima tipica di un 1,8 litri, ma con una coppia motrice riscontrabile su un 2 litri.
Le sue misure di alesaggio e corsa sono infatti di 78x73,1 mm, per una cilindrata di 1397 cm³, da non confondere con la cilindrata del motore montato negli anni ottanta sulle Renault 5 Alpine Turbo, le Supercinque 1.4 GT Turbo e, in forma aspirata, su molte altre Renault 5, giacché aveva una cilindrata identica, ma ovviamente era tutto un altro motore.
Rispetto ai motori HR da cui trae origine, il nuovo 1.4 H4JT possiede una testata rivista, specialmente nei condotti di aspirazione, ridisegnati in funzione della natura sovralimentata del motore stesso. La distribuzione è a fasatura variabile continua sul lato dell'aspirazione, basamento in alluminio e catena di distribuzione. Queste caratteristiche consentono a tale motore di erogare ottime prestazioni, ma nel contempo di essere parco nei consumi. Si stima che il suo fabbisogno medio di carburante sia paragonabile a quello di un 1.6 aspirato. Il motore H4JT ha un rapporto di compressione di 9.2:1 ed eroga una potenza massima di 130 CV a 5500 giri/min, con una coppia massima di 190 N•m a 2250 giri/min.
Viene montato su:
- Renault Mégane III 1.4 16v TCe (2009-13);
- Renault Mégane III Coupé, berlina e Sportour 1.4 16v TCe (2009-13);
- Renault Mégane III CC 1.4 16v TCe (2010-13);
- Renault Scénic Mk3 1.4 16v TCe (2009-13);
- Renault Scénic Mk3 XMod 1.4 16v TCe (2009-13).

Nel 2013, il motore H4Jt è stato sostituito dalle versioni più potenti della versione da 1,2 litri, ossia il motore H5Ft.

### Versione da 1,2 litri: H5Ft
Questo nuovo motore è stato ufficialmente annunciato nella primavera del 2012, tre anni dopo la nascita del primo Type H Da 1,4 litri. Caratterizzato da soluzioni tecnologiche molto avanzate, il motore H5Ft ha una cilindrata di 1197 cm³ (alesaggio e corsa: 72,2 x 73,1 mm) e tra le novità di maggior spicco include:
- alimentazione a iniezione diretta;
- riduzione degli attriti per ridurre consumi ed emissioni;
- pistoni con rivestimento in DLC, una lega a base di grafite che contribuisce ulteriormente a ridurre gli attriti tra le parti in movimento;
- distribuzione a doppio asse a camme con doppia fasatura variabile (lato aspirazione e lato scarico);
- lubrificazione a pressione monitorata costantemente;
- sistema Stop e Start con ripartenza rapida da fermo: in pratica viene rilevata la posizione di ognuno dei 4 pistoni del motore e al momento di ripartire viene iniettato il carburante solo nel cilindro con il pistone nella posizione migliore per effettuare più rapidamente la fase di scoppio. Il risultato, oltre a una riaccensione rapida del motore, contribuisce a risparmiare carburante perché questo viene iniettato solo dove serve.

Debuttando con una potenza massima di 115 CV a 4900 giri/min e una coppia massima di 190 Nm disponibile già a 1750 giri/min, questo motore è destinato fin dalla sua nascita a sostituire gradualmente il 1.6 K4M da 110 CV utilizzato fino a quel momento. Progettato dal tecnico Renault Jean-Philippe Mercier, il motore H5Ft esordisce nella primavera del 2012 sulla Renault Scénic/Scénic XMod 1.2 16v TCe, per poi essere esteso su altri modelli del gruppo Renault-Nissan e anche in altri livelli di potenza. Così, il 1.2 TCe della serie H è stato proposto nel corso degli anni in un range di potenze compreso fra i 100 e i 130 CV. Nella sua variante meno potente, questo motore viene identificato anche con la semplice sigla H5.
Di seguito vengono riepilogate le caratteristiche e le applicazioni delle diverse variati del 1.2 TCe:
| Motore H5Ft |                |               |                                                      |                    |
| Variante    | Potenza CV/rpm | Coppia Nm/rpm | Applicazioni                                         | Anni di produzione |
| 1.          | 100/4500       | 175/1500      | Renault Mégane IV 1.2 TCe                            | 03/2016-08/2018    |
| 2.          | 115/4500       | 190/2000      | Dacia Dokker 1.2 TCe                                 | dal 2012           |
| 2.          | 115/4500       | 190/2000      | Dacia Lodgy 1.2 TCe                                  | 2012-22            |
| 2.          | 115/4500       | 190/2000      | Renault Kangoo II 1.2 TCe                            | 03/2013-08/2018    |
| 2.          | 115/4500       | 190/2000      | Nissan NV250/NV300                                   | dal 05/2019        |
| 2.          | 115/4500       | 190/2000      | Nissan Pulsar 1.2 DIG-T                              | 03/2015-11/2018    |
| 2.          | 115/4500       | 190/2000      | Nissan Juke 1.2 DIG-T                                | 09/2014-04/2019    |
| 2.          | 115/4500       | 190/2000      | Nissan Qashqai II 1.2 DIG-T                          | dal 2015           |
| 2.          | 115/4500       | 190/2000      | Renault Mégane III 1.2 TCe 115 CV                    | 2012-15            |
| 2.          | 115/4500       | 190/2000      | Renault Scénic IV 1.2 TCe 115 CV                     | dal 10/2016        |
| 2.          | 115/4500       | 190/2000      | Renault Scénic/Scénic XMod 1.2 16v TCe               | 03/2012-10/2016    |
| 3.          | 120/4900       | 190/2000      | Renault Clio IV 1.2 TCe GT EDC                       | 07/2013-09/2018    |
| 3.          | 120/4900       | 190/2000      | Renault Captur 1.2 TCe                               | 06/2013–08/2018    |
| 5.          | 125/5250       | 205/2300      | Dacia Duster II 1.2 TCe                              | 01/2018-09/2018    |
| 6.          | 130/5500       | 205/2000      | Renault Scénic III 1.2 TCe 130 CV                    | 2013-16            |
| 6.          | 130/5500       | 205/2000      | Renault Scénic IV 1.2 TCe 130 CV                     | dal 10/2016        |
| 6.          | 130/5500       | 205/2000      | Renault Mégane III 1.2 TCe 130 CV berlina e Sportour | 2014-15            |
| 6.          | 130/5500       | 205/2000      | Renault Mégane III 1.2 TCe 130 CV Coupé              | 2014-16            |
| 6.          | 130/5500       | 205/2000      | Renault Mégane IV 1.2 TCe 130 CV                     | dal 2016           |
| 6.          | 130/5500       | 205/2000      | Renault Kadjar 1.2 TCe                               | 05/2015-08/2018    |

### Versione da 0,9 litri: H4Bt

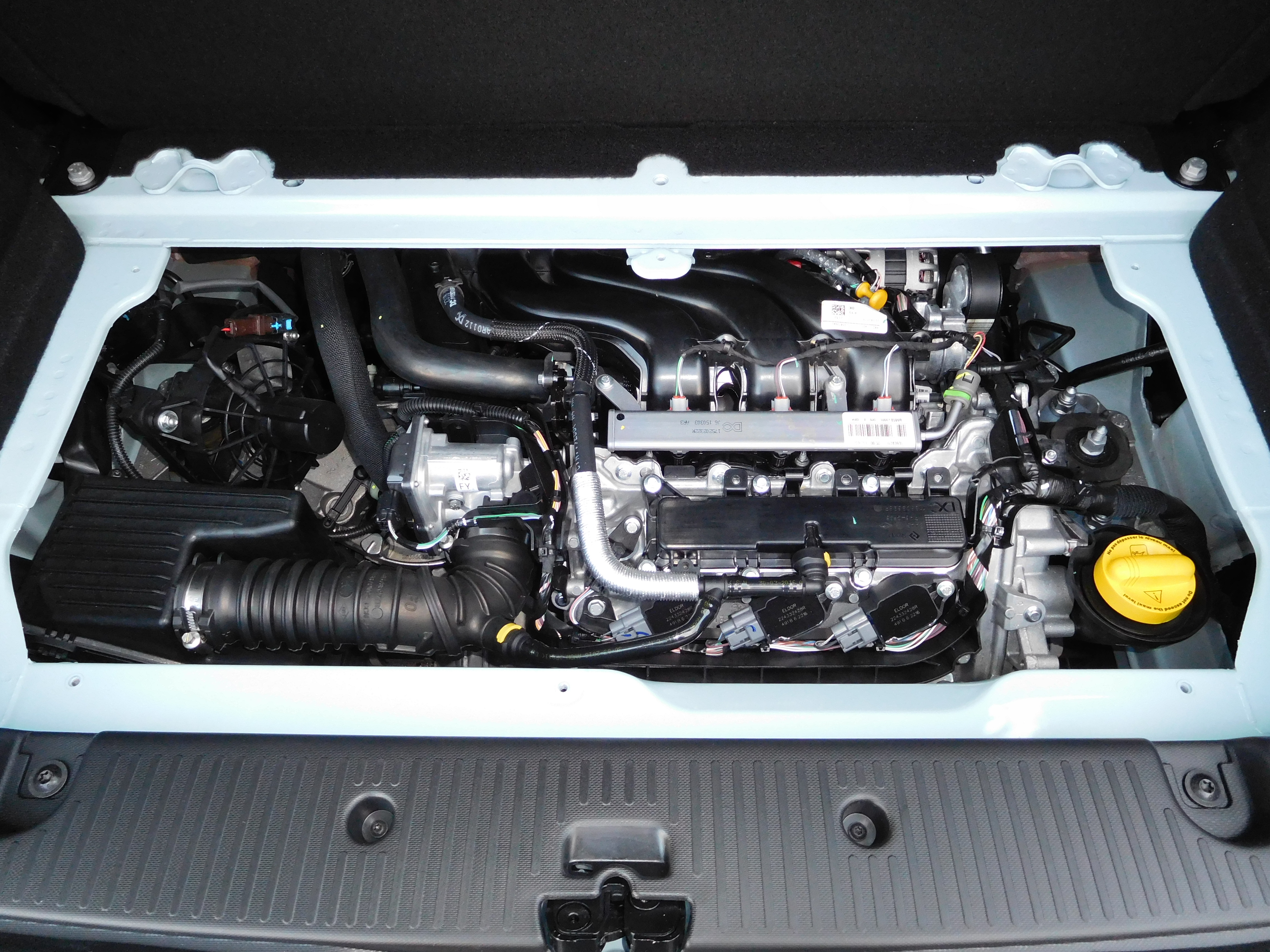
Motore Renault H4Bt di una Twingo III SCe 70 del 2016

Già prima dell'annuncio ufficiale del motore H5Ft, durante tutto il 2011 si sono diffuse parecchie voci di corridoio secondo le quali sarebbe stato alla studio, da parte della Renault, un motore tricilindrico da destinare ai propri modelli di fascia bassa e presumibilmente alle versioni di base dei modelli di fascia medio-bassa. Tali voci hanno trovato conferma nella primavera dell'anno seguente, quando la casa della Losanga ha annunciato l'imminente avvio di produzione del motore H4Bt, il primo tricilindrico Renault dell'era moderna. Anche questo motore, come i precedenti due, rappresenta un ulteriore esempio della corsa intrapresa da varie Case automobilistiche alla miniaturizzazione dei propri propulsori. Tale processo ha mosso i primi passi con il downsizing, come è già stato spiegato, ma ulteriori passi in avanti si sono avuti anche con la riduzione del numero dei cilindri per ottenere unità motrici più compatte e leggere, ma anche per ridurre ulteriormente gli attriti in gioco. Così, in tal senso, anche la Fiat con il bicilindrico Twinair, la Ford con il motore turbo da 1 litro (da ben 125 CV) e il Gruppo PSA con il suo tricilindrico EB sempre da 1 litro, si sono mosse in tale direzione.
Commercialmente indicato con la sigla TCe 90, il motore H4Bt è stato anch'esso progettato e realizzato dall'ingegner Jean-Philippe Mercier un tecnico con una grande esperienza nella progettazione dei motori da Formula 1 e che proprio da questo mondo ha attinto per introdurre soluzioni tecnologiche inedite su un motore tricilindrico. Come nell'unità da 1,2 litri, sempre firmata da Mercier, anche nel motore H4Bt sono presenti pistoni rivestiti in DLC per ridurre gli attriti ed è presente il dispositivo Stop & Start per lo spegnimento e riaccensione del motore in coda. È stata inoltre ottimizzata la fluidodinamica interna relativa ai condotti per aiutare il turbocompressore durante il suo funzionamento. Quest'ultimo, poi, è caratterizzato dall'avere la minore inerzia tra tutti i turbocompressori attualmente in produzione, a tutto vantaggio della prontezza nella risposta e nell'eliminazione del turbo-lag, già decisamente ridotto nei motori sovralimentati di concezione moderna.
Così, questo motore garantisce una drastica riduzione dei consumi e delle emissioni inquinanti rispetto alle unità che andrà a sostituire, principalmente il 1,4 litri della serie K e il 1,2 litri TCe da 100 CV. Con una cilindrata di 898 cm³ (alesaggio e corsa: 72,2 x 73,1 mm), il motore H4Bt raggiunge una potenza massima di 90 CV a 5000 giri/min e una coppia massima di 135 Nm a 2500 giri/min, il 90% dei quali sono già disponibili a 1650 giri/min.
Questo motore ha debuttato sotto il cofano della Renault Clio IV 0.9 TCe, in commercio dal settembre del 2012, per poi essere esteso anche ad altri modelli. In virtù dell'alleanza industriale tra Renault e gruppo Daimler, è stato possibile utilizzare questi motori anche per applicazioni relative al marchio Smart, detenuto dalla stessa Daimler. E proprio tale sinergia ha permesso la realizzazione di una variante più performante, in grado di erogare fino a 109 CV a 5750 giri/min, oltre che una coppia massima di 170 Nm a 2000 giri/min. Tale variante ha trovato posto sotto il cofano delle Smart Fortwo Brabus e Forfour Brabus, ma anche della Renault Twingo III 0.9 TCe GT, tutti modelli lanciati nella seconda metà del 2016. Esclusiva per la Smart Fortwo è invece una variante particolarmente performante del piccolo tricilindrico da 0,9 litri, in cui è stata rivista l'elettronica di gestione, ma anche lo scarico ed è stato inoltre montato un intercooler maggiorato. In questo motore la potenza massima raggiunge i 125 CV a 5500 giri/min, mentre la coppia motrice raggiunge i 200 Nm a 2000 giri/min. Questo motore ha trovato applicazione nella Smart Fortwo Brabus Ultimate 125, un modello a tiratura limitata e commercializzato a partire dal marzo del 2017.
| Motore H4Bt |                |               |                                        |                    |
| Variante    | Potenza CV/rpm | Coppia Nm/rpm | Applicazioni                           | Anni di produzione |
| 1.          | 90/5000        | 135/2500      | Dacia Sandero Mk2 0.9 TCe              | dal 12/2012        |
| 1.          | 90/5000        | 135/2500      | Dacia Sandero Stepway 0.9 TCe          | dal 12/2012        |
| 1.          | 90/5000        | 135/2500      | Renault Twingo III 0.9 TCe             | 03/2014-12/2020    |
| 1.          | 90/5000        | 135/2500      | Renault Clio IV 0.9 TCe                | dal 09/2012        |
| 1.          | 90/5000        | 135/2500      | Renault Clio IV Estate/Sporter 0.9 TCe | dal 12/2012        |
| 1.          | 90/5000        | 135/2500      | Dacia Logan Mk2 0.9 TCe                | 12/2012-2020       |
| 1.          | 90/5000        | 135/2500      | Dacia Logan Mk2 MCV 0.9 TCe            | 03/2013-09/2021    |
| 1.          | 90/5000        | 135/2500      | Nissan Micra V 0.9 IG-T                | 01/2017-04/2019    |
| 1.          | 90/5000        | 135/2500      | Renault Captur 0.9 TCe                 | 04/2013-09/2019    |
| 1.          | 90/5000        | 135/2500      | Smart Fortwo 90 W453                   | 11/2014-06/2019    |
| 1.          | 90/5000        | 135/2500      | Smart Forfour 90 W453                  | 11/2014-06/2019    |
| 2.          | 109/5750       | 170/2000      | Renault Twingo III 0.9 TCe GT          | 11/2016-05/2019    |
| 2.          | 109/5750       | 170/2000      | Smart Fortwo Brabus W453               | 07/2016-03/2018    |
| 2.          | 109/5750       | 170/2000      | Smart Forfour Brabus W453              | 07/2016-03/2018    |
| 3.          | 125/5500       | 200/2000      | Smart Fortwo Brabus Ultimate 125       | 03/2017-08/2018    |

### Versione da 1 litro

#### Versione aspirata: H4Da
Nel 2014, accanto alla già nota unità da 0,9 litri descritta nel paragrafo precedente, venne introdotta una nuova unità da 1 litro, questa volta ad alimentazione atmosferica e caratterizzata dal fatto di essere stata progettata in collaborazione anche con la Daimler AG, in quanto si tratta di un motore destinato a essere utilizzato sia nella terza generazione della Twingo, sia nei due modelli Smart Fortwo e Forfour, proprio in virtù dell'alleanza con il colosso tedesco (anche se in seguito avrebbe trovato applicazione anche sotto il cofano di altri modelli Renault e Dacia). Pur essendo anch'esso un tricilindrico, non è quindi un motore imparentato con l'unità H4Bt da 0,9 litri, ma è frutto di un progetto del tutto nuovo. Le misure caratteristiche di questo motore sono di 72,2 mm per l'alesaggio e di 81,3 mm per la corsa, così da ottenere una cilindrata complessiva di 999 cm³. Presso la Renault questo motore prende la sigla H4Da, mentre presso gli addetti ai lavori del gruppo Daimler la sigla utilizzata è M281 e presso la Nissan la sigla utilizzata è invece HR10DE.
Queste sono le applicazioni relative ai marchi Renault e Dacia, le applicazioni Nissan e Mercedes-Benz sono visibili invece nelle voci dedicate ai motori HR10DE e M281:
| Motore Renault H4Da |                |               |                                                 |                    |
| Variante            | Potenza CV/rpm | Coppia Nm/rpm | Applicazioni                                    | Anni di produzione |
| BR10                | 68/5500        | 91/4250       | Renault Kwid 1.0 SCe                            | dal 08/2016        |
| BR10                | 72/6250        | 96/3500       | Renault Triber                                  | dal 06/2019        |
| BR10                | 72/6250        | 96/3500       | Renault Kiger 1.0 SCe                           | dal 01/2021        |
| H4Da                | 65/6250        | 95/3600       | Renault Clio V 1.0 SCe                          | 03/2019-08/2020    |
| H4Da                | 65/6250        | 95/4000       | Renault Twingo III 1.0 SCe 65                   | dal 05/2019        |
| H4Da                | 67/6250        | 95/3600       | Renault Clio V 1.0 SCe                          | dal 08/2020        |
| H4Da                | 67/6250        | 95/3600       | Dacia Sandero Mk3 1.0 SCe                       | dal 01/2021        |
| H4Da                | 67/6250        | 95/3600       | Mitsubishi Colt VII 1.0 SCe                     | dal 12/2023        |
| H4Da                | 71/6000        | 91/2850       | Renault Twingo III 1.0 SCe                      | 03/2014-05/2019    |
| H4Da                | 72/6250        | 95/3600       | Renault Clio V 1.0 SCe 75                       | 03/2019-08/2020    |
| H4Da                | 73/6250        | 95/4000       | Renault Twingo III 1.0 SCe 75                   | dal 05/2019        |
| H4Da                | 73/6300        | 97/3500       | Dacia Sandero II 1.0 SCe                        | dal 01/2017        |
| H4Da                | 73/6300        | 97/3500       | Dacia Logan Mk2 1.0 SCe / Logan Mk2 MCV 1.0 SCe | 01/2017-09/2021    |
| H4Da                | 73/6300        | 97/3500       | Dacia Logan Mk3 1.0 SCe                         | dal 09/2020        |

Il motore BR10 è stato progettato e realizzato dalla joint-venture NMKV e ha caratteristiche molto simili a quelli delle unità H4D

#### Versioni sovralimentate: H4Dt e H5Dt
Nella primavera del 2019, la famiglia dei motori della serie H viene ampliata con l'arrivo di un nuovo motore da 1 litro, questa volta derivato direttamente dal tricilindrico H4Bt, rispetto al quale la cilindrata cresce fino a 999 cm³ per via dell'utilizzo di un albero a gomiti con manovellismi di misura analoga a quella della versione aspirata, quindi con una corsa di 81,3 mm. Grazie alla sovralimentazione, la potenza massima raggiunge 100 CV a 5000 giri/min, mentre la coppia massima è di 160 Nm a 2750 giri/min, alimentazione resta a iniezione sequenziale multipoint indiretta nel condotto di aspirazione.
Il motore con queste caratteristiche prende la sigla di H4Dt, oppure HR10DET presso la Nissan.
Poco tempo dopo il suo debutto, questo motore viene proposto anche in una variante con alimentazione a iniezione diretta e potenza portata a 117 CV, nota ai tecnici Renault come H5Dt, o anche HR10DDT presso la Nissan.
A fine 2021 la versione H5Dt a iniezione diretta viene depotenziata a 110 CV per alcuni modelli.

Questo motore trova applicazione sotto il cofano dei seguenti modelli:

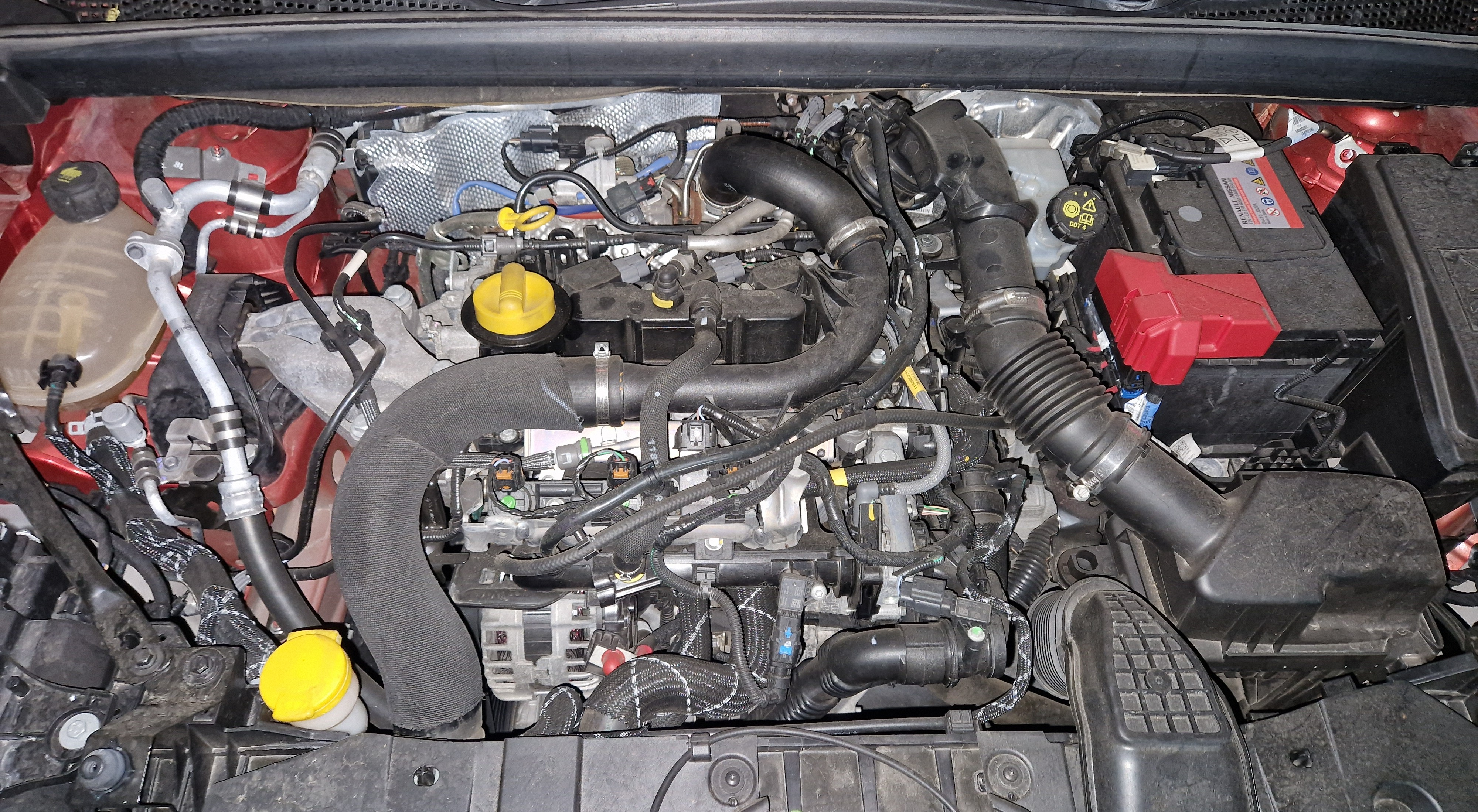
Motore H4Dt Tce 100cv montato su una Captur II del 2022

| Motori H4Dt e H5Dt |                |               |                                  |                    |
| Variante           | Potenza CV/rpm | Coppia Nm/rpm | Applicazioni                     | Anni di produzione |
| 1. H4Dt            | 91/5000        | 160/2000      | Renault Clio V 1.0 TCe           | dal 08/2020        |
| 1. H4Dt            | 91/5000        | 160/2000      | Mitsubishi Colt VII 1.0 TCe      | dal 12/2023        |
| 1. H4Dt            | 91/5000        | 160/2000      | Renault Captur II 1.0 TCe        | dal 09/2020        |
| 1. H4Dt            | 91/5000        | 160/2000      | Mitsubishi ASX II 1.0 TCe        | dal 12/2023        |
| 1. H4Dt            | 91/4500-5000   | 160/1750-3750 | Dacia Sandero Mk3 1.0 TCe 90 CVT | dal 01/2021        |
| 1. H4Dt            | 91/4600-5000   | 160/2100-3750 | Dacia Sandero Mk3 TCe 90         | dal 01/2021        |
| 1. H4Dt            | 91/4600-5000   | 160/2100-3750 | Dacia Logan Mk3 TCe 90           | dal 09/2020        |
| 1. H4Dt            | 91/4600-5000   | 160/2100-3750 | Dacia Duster II 1.0 TCe          | dal 09/2020        |
| 2. H4Dt            | 100/5000       | 160/2750      | Renault Clio V 1.0 TCe           | 04/2019-08/2020    |
| 2. H4Dt            | 100/5000       | 160/2750      | Renault Captur II 1.0 TCe        | 10/2019-08/2020    |
| 2. H4Dt            | 100/5000       | 160/2750      | Nissan Micra V 1.0 IG-T          | dal 12/2018        |
| 2. H4Dt            | 101/4600-5000  | 170/2000-3500 | Dacia Sandero Mk3 Eco-G 100      | dal 01/2021        |
| 2. H4Dt            | 101/4600-5000  | 170/2000-3500 | Dacia Logan Mk3 Eco-G 100        | dal 09/2020        |
| 2. H4Dt            | 101/4600-5000  | 170/2000-3500 | Dacia Duster II 1.0 Eco-G        | dal 09/2020        |
| 2. H4Dt            | 101/4600-5000  | 170/2000-3500 | Dacia Jogger 1.0 Eco-G           | dal 12/2021        |
| 3. H5Dt            | 117/5250       | 180/1750-4000 | Nissan Micra V 1.0 DIG-T         | dal 01/2019        |
| 3. H5Dt            | 117/5250       | 180/1750-4000 | Nissan Juke Mk2 1.0 DIG-T        | dal 09/2019        |
| 4. H5Dt            | 110/5000       | 200/1750-4000 | Dacia Jogger TCE 110             | dal 12/2021        |

### Versione da 1,3 litri: H5Ht

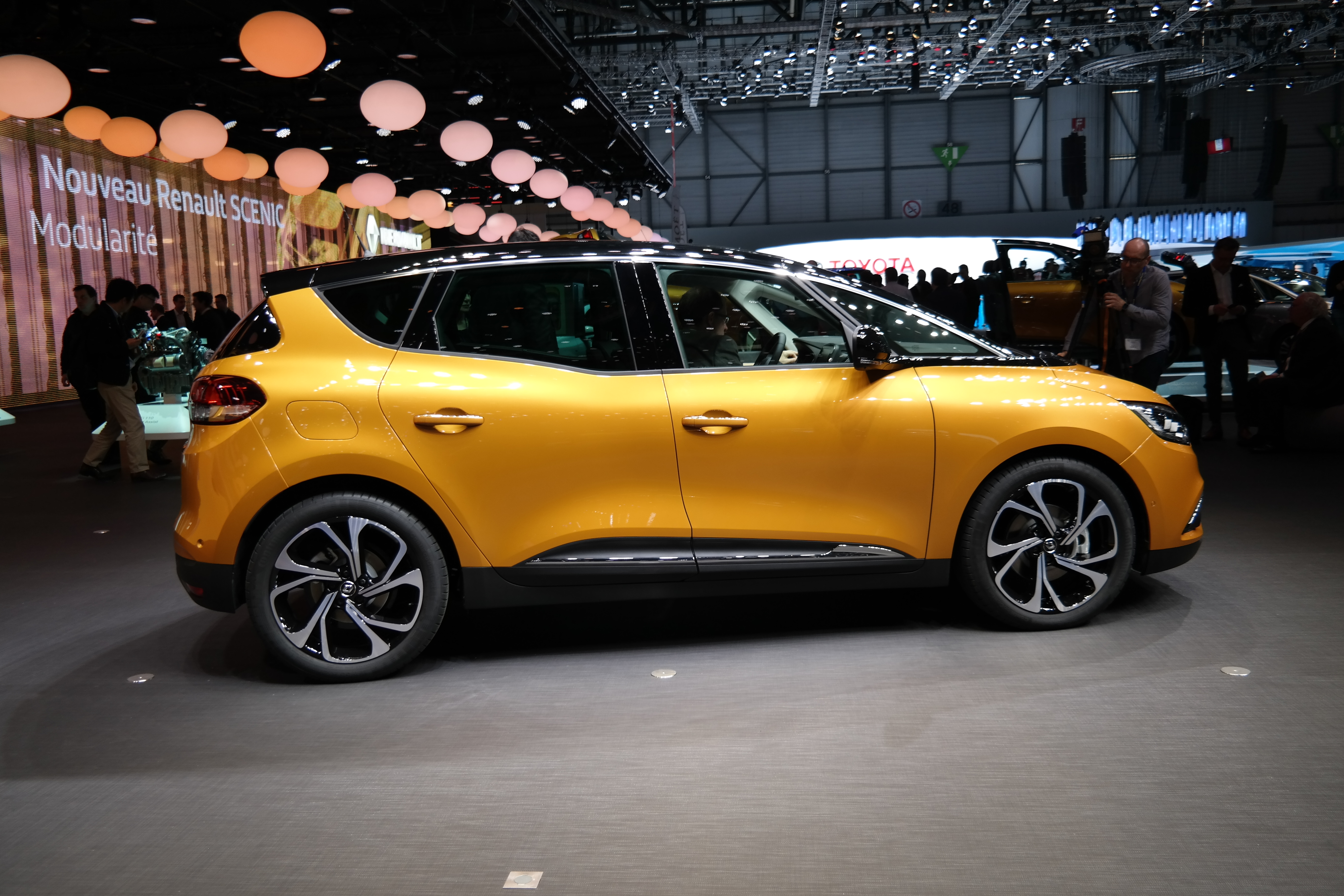
Il motore H5Ht ha debuttato sotto il cofano della Scénic IV

Preannunciata alla fine del 2017, la nuova unità motrice H5Ht viene introdotta nella gamma Renault alla fine del gennaio 2018. È il primo motore nato dalla collaborazione fra il nuovo gruppo Renault-Nissan-Mitsubishi (nato nel 2017 in seguito a un'alleanza fra Renault-Nissan e la Mitsubishi) e la Daimler AG, tant'è vero che la progettazione è stata condivisa fra il centro di progettazione Renault Technocentre di Guyancourt e il centro progettazione Daimler di Stoccarda. Il motore H5Ht è un'unità da 1,3 litri a 4 cilindri in linea, le cui principali caratteristiche sono:
- alesaggio e corsa: 72,2 x 81,2 mm;[2]
- cilindrata: 1333 cm³;
- pressione di alimentazione: 250 bar.

Inoltre, grazie alle sinergie con la Nissan, questo motore dispone della cosiddetta tecnologia Bore Spray Coating, ossia un sistema di rivestimento delle canne cilindri in materiale antiattrito, in modo da agevolare lo scorrimento dei pistoni all'interno dei cilindri in modo da limitare il più possibile il verificarsi di fenomeni di surriscaldamento. Tale tecnologia è stata mutuata nientemeno che dalla supercar di Casa Nissan ossia la Nissan GT-R. Il motore H5Ht viene reso inizialmente disponibile in un range di potenze che va da 115 a 160 CV, anche se in seguito verrà proposto anche in altri livelli di potenza.
Questo motore è quindi destinato anche a sostituire altre motorizzazioni già esistenti, prima fra tutte le unità 1.2 TCe H5Ft da 115 e 130 CV, ma anche l'unità M5Mt da 1,6 litri e 160 CV. Mentre in quest'ultimo caso si ha la possibilità di avere una riduzione delle cilindrata, e quindi dei costi di esercizio della vettura, negli altri due casi la scelta di sostituire il 1.2 TCe è dettata principalmente dalla possibilità di ottenere una maggior coppia motrice.
Questo motore viene prodotto nello stabilimento Renault di Valladolid (Spagna), nello stabilimento Nissan di Sunderland (Gran Bretagna) e nello stabilimento Daimler di Kölleda (Germania). Il debutto dell'unità H5Ht è avvenuto sotto il cofano delle Renault Scénic e Grand Scénic in tutti e tre i livelli di potenza. La variante prodotta in Germania, invece, è nota con la sigla M282 e rispetto alla variante francese si differenzia fra l'altro per la misura della corsa, aumentata di appena 0,2 mm (da 81,2 a 81,4 mm, per la precisione) e quindi per una cilindrata di 1332 cm³ anziché 1330. Presso la Nissan, invece, questo motore è noto con la sigla HR13DDT.
Di seguito vengono riepilogate le caratteristiche e le applicazioni del motore H5Ht in tutte le sue varianti:
| Motore H5Ht |                |               |                                          |                    |
| Variante    | Potenza CV/rpm | Coppia Nm/rpm | Applicazioni                             | Anni di produzione |
| 1.          | 100/4500       | 200/1500      | Renault Kangoo III TCe 100               | dal 04/2021        |
| 1.          | 100/4500       | 200/1500      | Renault Express TCE 100                  | dal 05/2021        |
| 2.          | 102/5000       | 200/1600      | Dacia Dokker 1.3 TCe 100                 | 06/2019-02/2021    |
| 2.          | 102/5000       | 200/1600      | Dacia Lodgy 1.3 TCe 100                  | 06/2019-05/2022    |
| 3.          | 115/4500       | 190/2000      | Renault Scénic IV 1.3 TCe 115            | dal 01/2018        |
| 3.          | 115/4500       | 190/2000      | Renault Mégane IV 1.3 TCe 115            | 09/2018-04/2022    |
| 4.          | 130/5000       | 220/1500      | Renault Captur 1.3 TCe 130               | 09/2018-09/2019    |
| 4.          | 130/5000       | 220/1500      | Dacia Duster II 1.3 TCe 130              | dal 04/2019        |
| 4.          | 130/5000       | 220/1500      | Dacia Dokker 1.3 TCe 130                 | 01/2019-02/2021    |
| 4.          | 130/5000       | 220/1500      | Dacia Lodgy 1.3 TCe 130                  | 01/2019-05/2022    |
| 4.          | 130/5000       | 240/1600      | Renault Kangoo III TCe 130               | dal 04/2021        |
| 4.          | 130/5000       | 240/1600      | Renault Captur II 1.3 TCe 130            | 10/2019-08/2020    |
| 4.          | 130/5000       | 240/1600      | Nissan Townstar 1.2 DIG-T                | dal 01/2022        |
| 5.          | 140/5000       | 240/1600      | Renault Mégane IV 1.3 TCe 140            | dal 09/2018        |
| 5.          | 140/5000       | 240/1600      | Renault Scénic IV 1.3 TCe 140            | dal 01/2018        |
| 5.          | 140/5000       | 240/1600      | Renault Captur II 1.3 TCe 140            | dal 09/2020        |
| 5.          | 140/5000       | 240/1600      | Renault Kadjar 1.3 TCe 140               | dal 09/2018        |
| 5.          | 140/5000       | 240/1600      | Nissan Qashqai II 1.3 DIG-T 140          | 10/2018-04/2021    |
| 5.          | 140/5000       | 240/1600      | Nissan Qashqai III 1.3 DIG-T Mild Hybrid | dal 05/2021        |
| 6.          | 150/5000       | 250/1700      | Renault Captur TCe 150                   | 04/2018-09/2019    |
| 6.          | 150/5000       | 250/1700      | Dacia Duster II 1.3 TCe 150cv            | dal 04/2019        |
| 6.          | 150/5000       | 250/1700      | Renault Arkana 1.3 TCe                   | dal 05/2019        |
| 7.          | 154/5500       | 270/1800      | Renault Captur II 1.3 TCe 154            | 10/2019-08/2020    |
| 8.          | 158/5500       | 260/1750      | Renault Kadjar 1.3 TCe 160               | dal 09/2018        |
| 8.          | 158/5500       | 270/1800      | Renault Mégane IV 1.3 TCe 160            | dal 09/2018        |
| 8.          | 158/5500       | 270/1800      | Renault Talisman II 1.3 TCe 160          | dal 02/2019        |
| 8.          | 158/5500       | 270/1800      | Renault Scénic IV 1.3 TCe 160            | dal 10/2020        |
| 8.          | 158/5500       | 270/1800      | Renault Captur II 1.3 TCe 160            | dal 09/2020        |
| 8.          | 158/5500       | 270/1800      | Renault Koleos II 1.3 TCe                | dal 07/2020        |
| 8.          | 158/5500       | 270/1800      | Nissan Qashqai II 1.3 DIG-T 160          | 10/2020-04/2021    |
| 8.          | 158/5500       | 270/1800      | Nissan Qashqai III 1.3 DIG-T Mild Hybrid | dal 05/2021        |
| 8.          | 158/5500       | 270/1800      | Nissan X-Trail Mk3 1.3 DIG-T             | dal 01/2021        |
| 9.          | 159/5500       | 260/1750      | Renault Scénic IV 1.3 TCe                | 09/2018-10/2020    |
| 10.         | 163/5500       | 260/1800      | Nissan Qashqai Mk2 1.3 DIG-T 160         | 10/2020-04/2021    |
| 10.         | 163/5500       | 260/1800      | Nissan X-Trail Mk3 1.3 DIG-T             | 01/2019-12/2020    |